# Hit and Run Tour
Pour les articles homonymes, voir Hit and run.
Tournées par Prince & 3rdeyegirl
Live Out Loud Tour
(2013)
Hit and Run Tour est une tournée de Prince et 3rdeyegirl. Elle se déroule en deux parties, la première à travers le Royaume-Uni dans des bars avec un programme d'inédit et de remastering. La seconde dans le reste de l'Europe dans des arènes avec un programme plus tournée vers les hits.

## Histoire
Cette tournée n'a pas bénéficié de gros budgets, de promotion ou d'organisation particulière. Les concerts Londoniens se sont décidés très peu de temps à l'avance, les propriétaires de petit club étant très fier d’accueillir Prince. Peu de place et parfois des billets à 10 $ ou gratuit ! Ce qui donnait lieu à des files d'attentes gigantesques dont beaucoup repartir bredouille. Le gros de la promotion se faisait sur internet, il faut dire qu'un certain nombre de vidéos et d’extraits furent diffusés sur le compte youtube des 3rdeyesgirl.
Les concerts Européens prennent des allures différentes, plus de hits au programme. Pour cause, on a appris entre-temps le retour de Prince chez Warner Bros et la ré-édition prochaine de Purple Rain. L'album avec 3rdeyesgirl se fera attendre jusqu'à septembre 2014.

## Groupe
- Prince : chant, guitare et piano
- Hannah Ford : batterie
- Ida Nielsen : basse
- Donna Grantis : guitare

On a vu cependant les apparitions de :
- Joshua Welton : clavier
- Cassandra O'Neal : clavier

## Programme
- Funknroll
- Take Me With U
- Raspberry Beret
- U Got the Look
- Musicology
- Kiss
- Empty Room
- Let's Go Crazy
- She's Always In My Hair
- Guitar
- Plectrumelectrum
- Fixurlifeup
- Something In The Water (Does Not Compute)
- Pretzelbodylogic
- Stratus
- What's My Name
- Controversy
- 1999
- Little Red Corvette
- Purple Rain
- Play That Funky Music

Piano medley : 
- How Come U Don't Call Me Anymore?
- Diamonds and Pearls
- The Beautiful Ones
- Electric Intercourse

Bande son avec Prince au chant : 
- When Doves Cry
- Sign O' The Times
- Alphabet St.
- Forever In My Life
- Hot Thing
- Housequake
- Nasty Girl
- The Most Beautiful Girl in the World
- Blinded
- Pop Life
- I Would Die 4 U

## Date des Concerts
| #                 | Date            | Ville             | Pays       | Salle                     | Audience | Affluence |
| ----------------- | --------------- | ----------------- | ---------- | ------------------------- | -------- | --------- |
| Hit N Run Part I  |                 |                   |            |                           |          |           |
| 1                 | 5 février 2014  | Londres           | Angleterre | Electric Ballroom         | 100      |           |
| 2                 | 5 février 2014  | Londres           | Angleterre | Electric Ballroom         | 1 000    | Complet   |
| 3                 | 5 février 2014  | Londres           | Angleterre | Electric Ballroom         | 1 000    | Complet   |
| 4                 | 9 février 2014  | Londres           | Angleterre | O2 Shepherd's Bush Empire | 2 000    | Complet   |
| 5                 | 14 février 2014 | Londres           | Angleterre | Kings Place               | 420      | Complet   |
| 6                 | 14 février 2014 | Londres           | Angleterre | Kings Place               | 420      | Complet   |
| 7                 | 16 février 2014 | Londres           | Angleterre | KOKO                      | 1 410    | Complet   |
| 8                 | 16 février 2014 | Londres           | Angleterre | KOKO                      | 1 410    | Complet   |
| 9                 | 18 février 2014 | Londres           | Angleterre | Ronnie Scott's Jazz Club  | 220      | Complet   |
| 10                | 18 février 2014 | Londres           | Angleterre | Ronnie Scott's Jazz Club  | 220      | Complet   |
| 11                | 21 février 2014 | Manchester        | Angleterre | Manchester Academy 1      | 2 600    | Complet   |
| 12                | 22 février 2014 | Manchester        | Angleterre | Manchester Academy 1      | 2 600    | Complet   |
| Hit N Run Part II |                 |                   |            |                           |          |           |
| 13                | 15 mai 2014     | Birmingham        | Angleterre | LG Arena                  | 15 643   | Complet   |
| 14                | 16 mai 2014     | Manchester        | Angleterre | Phones 4u Arena           | 15 000   |           |
| 15                | 17 mai 2014     | Manchester        | Angleterre | Phones 4u Arena           | 15 000   |           |
| 16                | 19 mai 2014     | Birmingham        | Angleterre | LG Arena                  | 15 000   |           |
| 17                | 20 mai 2014     | Londres           | Angleterre | Café de Paris             | 300      | Complet   |
| 18                | 22 mai 2014     | Glasgow           | Écosse     | The SSE Hydro             | 13 000   |           |
| 19                | 23 mai 2014     | Leeds             | Angleterre | First Direct Arena        | 13 000   |           |
| 20                | 25 mai 2014     | Amsterdam         | Pays-Bas   | Ziggo Dome                | 17 000   | Complet   |
| 21                | 27 mai 2014     | Anvers            | Belgique   | Sportpaleis               | 15 719   | Complet   |
| 22                | 30 mai 2014     | Bruxelles         | Belgique   | Botanique                 | 400      | Complet   |
| 23                | 30 mai 2014     | Bruxelles         | Belgique   | Botanique                 | 400      | Complet   |
| 24                | 30 mai 2014     | Bruxelles         | Belgique   | Botanique                 | 400      | Complet   |
| 25                | 1er juin 2014   | Paris             | France     | Zénith de Paris           | 6 293    | Complet   |
| 26                | 1er juin 2014   | Paris             | France     | Zénith de Paris           | 6 293    | Complet   |
| 27                | 4 juin 2014     | Londres           | Angleterre | Roundhouse                | 3 300    | Complet   |
| 28                | 4 juin 2014     | Londres           | Angleterre | Roundhouse                | 3 300    | Complet   |
| 29                | 6 juin 2014     | Londres           | Angleterre | Hippodrome Casino         | 300      | Complet   |
| 30                | 7 juin 2014     | Vienne (Autriche) | Autriche   | Wiener Stadthalle         | 9 700    |           |